# Valerie Raymond
Valerie Gail Raymond es una diplomática canadiense. Se ha desempeñado como la Alta Comisionada de Canadá en Nueva Zelanda y en Sri Lanka, y como embajadora de su país en la República Checa.

## Educación
En 1974 Raymond se graduó como licenciada en la Universidad de Guelph, y en 1976 se graduó con honores como licenciada en periodismo de la Universidad de Carleton. También tiene un doctorado honoris causa de la Universidad de Guelph.

## Carrera
Entre 1997 y 2001 fue la Alta Comisionada de Canadá en Nueva Zelanda, y entre 2002 y 2005 fue la Alta Comisionada en Sri Lanka, donde dirigió la respuesta del Alto Comisionado al tsunami del Océano Índico de diciembre de 2004. En 2009 fue nombrada como embajadora de Canadá en la República Checa. También se ha desempeñado como directora general del Instituto del Servicio Exterior Canadiense.